# La Llorona (película de 2019)
La Llorona es una película guatemalteca de 2019 dirigida por Jayro Bustamante. Su guion fue escrito por Bustamante y Lisandro Sánchez, quienes se inspiraron en la leyenda de la Llorona y en la historia de Guatemala, específicamente el genocidio que ocurrió en ese país entre 1981 y 1983. Está protagonizada por María Mercedes Coroy, Sabrina De La Hoz, Margarita Kenéfic y Julio Díaz.
La obra fue estrenada el 30 de agosto de 2019 en el Festival de Cine de Venecia, dentro de la Giornate degli Autori ("jornada de los autores"), sección donde Bustamante recibió el premio al mejor director. La Llorona fue seleccionada por Guatemala como candidata a los premios Óscar en la categoría de mejor película internacional. Aunque estuvo entre las 15 obras preseleccionadas para esa categoría, no formó parte de las 5 nominadas finales. Sin embargo, fue nominada a otros premios, incluidas las categorías de mejor película en lengua no inglesa de los Globo de Oro, mejor película iberoamericana de los Goya y mejor película iberoamericana de los Ariel.

## Sinopsis
El general Enrique Monteverde enfrenta un juicio por crímenes de lesa humanidad debido a un genocidio del cual fue responsable décadas atrás en una zona rural de Guatemala. Aunque en un principio es condenado, el procedimiento es declarado nulo y la sentencia queda sin efecto. De vuelta en casa junto a su familia, y en medio de las protestas de quienes están disconformes con el resultado del juicio, el hombre comienza a escuchar durante las noches el llanto de una mujer y a experimentar algunos acontecimientos sobrenaturales. Su actuar errático asusta a los empleados de la casa, quienes deciden renunciar, lo que propicia la llegada de una misteriosa joven llamada Alma para trabajar como sirvienta.

## Reparto
- María Mercedes Coroy como Alma
- Sabrina De La Hoz como Natalia
- Margarita Kenéfic como Carmen
- Julio Diaz como Enrique Monteverde
- María Telón como Valeriana
- Juan Pablo Olyslager como Letona
- Ayla-Elea Hurtado como Sara

## Producción
La Llorona forma parte de una trilogía temática del director Jayro Bustamante, que gira en torno a actos de discriminación que ocurren en Guatemala, como la homofobia, el clasismo y el racismo. La denominada "trilogía del desprecio" o "trilogía de los tres insultos" está compuesta además por las películas Ixcanul (2015) y Temblores (2019). Según Bustamante, la idea de ocupar elementos del cine de terror en La Llorona surgió desde un punto de vista estratégico. Su objetivo era abordar el genocidio que ocurrió en ese país entre 1981 y 1983 de una manera que fuese interesante para el público, así que incorporó componentes sobrenaturales inspirados por la leyenda latinoamericana de la Llorona.
El personaje del general Monteverde está basado en el militar y exdictador guatemalteco Efraín Ríos Montt, quien también fue sometido a juicio por crímenes de lesa humanidad y su condena fue posteriormente anulada. Rigoberta Menchú, activista indígena y ganadora del Premio Nobel de la Paz, participó en la película como uno de los extras que aparecen en la escena del juicio de Monteverde.

## Premios y nominaciones
| Premio                                       | Categoría                                 | Nominados                           | Resultado |
| -------------------------------------------- | ----------------------------------------- | ----------------------------------- | --------- |
| Globo de Oro                                 | Mejor película en lengua no inglesa       | La Llorona                          | Nominada  |
| Premios Goya                                 | Mejor película iberoamericana             | La Llorona                          | Nominada  |
| Festival de Cine de Venecia                  | Giornate degli Autori - Mejor director    | Jayro Bustamante                    | Ganador   |
| Premios Satellite                            | Mejor película internacional              | La Llorona                          | Ganadora  |
| Premios de la Crítica Cinematográfica        | Mejor película de habla no inglesa        | La Llorona                          | Nominada  |
| National Board of Review                     | Mejor película en idioma extranjero       | La Llorona                          | Ganadora  |
| Premios Platino                              | Mejor película iberoamericana de ficción  | La Llorona                          | Nominada  |
| Premios Platino                              | Mejor dirección                           | Jayro Bustamante                    | Nominado  |
| Premios Platino                              | Mejor guion                               | Jayro Bustamante y Lisandro Sánchez | Nominados |
| Premios Platino                              | Mejor música original                     | Pascual Reyes                       | Nominado  |
| Premios Platino                              | Mejor interpretación femenina             | María Mercedes Coroy                | Nominada  |
| Premios Platino                              | Mejor interpretación masculina de reparto | Julio Díaz                          | Nominado  |
| Premios Platino                              | Mejor interpretación femenina de reparto  | Sabrina de la Hoz                   | Nominada  |
| Premios Platino                              | Mejor dirección de montaje                | Gustavo Matheu y Jayro Bustamante   | Ganadores |
| Premios Platino                              | Mejor dirección de arte                   | Sebastián Muñoz                     | Nominado  |
| Premios Platino                              | Mejor dirección de fotografía             | Nicolás Wong                        | Ganador   |
| Premios Platino                              | Mejor dirección de sonido                 | Eduardo Cáceres                     | Ganador   |
| Premios Ariel                                | Mejor película iberoamericana             | Jayro Bustamante                    | Nominada  |
| Boston Society of Film Critics               | Mejor película en lengua extranjera       | La Llorona                          | Ganadora  |
| Seattle Film Critics Society                 | Mejor película de habla no inglesa        | La Llorona                          | Nominada  |
| Dorian Awards                                | Mejor película en lengua extranjera       | La Llorona                          | Nominada  |
| Hollywood Critics Association                | Mejor película internacional              | La Llorona                          | Ganadora  |
| Latino Entertainment Journalists Association | Mejor película                            | Jayro Bustamante, Gustavo Matheu    | Nominada  |
| Latino Entertainment Journalists Association | Mejor director                            | Jayro Bustamante                    | Nominado  |
| Latino Entertainment Journalists Association | Mejor película internacional              | La Llorona                          | Ganadora  |
| Latino Entertainment Journalists Association | Mejor guion original                      | Jayro Bustamante                    | Nominado  |
| Latino Entertainment Journalists Association | Mejor fotografía                          | Nicolás Wong                        | Nominado  |
| Latino Entertainment Journalists Association | Mejor sonido                              | Eduardo Cáceres                     | Nominado  |
| Women Film Critics Circle                    | Mejor película extranjera                 | La Llorona                          | Ganadora  |
| Phoenix Critics Circle                       | Mejor película de horror                  | La Llorona                          | Nominada  |
| Phoenix Critics Circle                       | Mejor película en idioma extranjero       | La Llorona                          | Nominada  |
| Georgia Film Critics Association             | Mejor película en idioma extranjero       | La Llorona                          | Nominada  |
| Austin Film Critics Association              | Mejor película en idioma extranjero       | La Llorona                          | Nominada  |
| Online Film & Television Association         | Mejor película en idioma extranjero       | La Llorona                          | Nominada  |
| Fangoria Chainsaw Awards                     | Mejor película internacional              | La Llorona                          | Ganadora  |
| Premios Peabody                              | Entretenimiento                           | La Llorona                          | Ganadora  |